# NGC 5378
NGC 5378 је спирална галаксија у сазвежђу Ловачки пси која се налази на NGC листи објеката дубоког неба.
Деклинација објекта је + 37° 47' 50" а ректасцензија 13h 56m 50,9s. Привидна величина (магнитуда) објекта NGC 5378 износи 12,5 а фотографска магнитуда 13,4. NGC 5378 је још познат и под ознакама UGC 8869, MCG 6-31-27, CGCG 191-20, PGC 49598.